# Maigesetze (Österreich-Ungarn)
Als Maigesetze bezeichnen Experten drei Kirchengesetze, die Kaiser Franz Joseph I. am 25. Mai 1868 in Cisleithanien in Kraft setzte. Sie wurden im von k.k. Ministerpräsident Fürst Karl von Auersperg geleiteten Kabinett, dem in der Publizistik so genannten Bürgerministerium, von Kultus- und Unterrichtsminister Leopold Hasner von Artha vorbereitet und vom Reichsrat beschlossen. Damit wurden Bestimmungen des Konkordats vom 18. August 1855 eingeengt bzw. aufgehoben.
Kernpunkte der Maigesetze waren:
- Weltliche Gerichte wurden zuständig für die Ehegerichtsbarkeit, inklusive eine „Notzivilehe“, wenn religiöse, aber nicht staatliche Ehehindernisse vorlagen, beispielsweise interkonfessionelle Ehen (RGBl. Nr. 47/1868).
- Das Unterrichts- und Erziehungswesen wurde unter die Leitung des Staates gestellt (RGBl. Nr. 48/1868).
- Die interkonfessionellen Verhältnisse der Staatsbürger (Erziehung der Kinder in gemischten Ehen) wurden neu geregelt; ab dem 14. Lebensjahr durfte jeder sein Religionsbekenntnis frei wählen und sich auch für die Position „ohne religiöses Bekenntnis“ entscheiden, also de facto den Kirchenaustritt (RGBl. Nr. 49/1868).

## Geschichte
Das Konkordat von 1855 hatte das absolutistische, staatskirchenhoheitliche, josephinische System stark eingeschränkt und der katholischen Kirche wieder mehr Autorität in Bildungs- und Familienangelegenheiten zugesprochen. Die cisleithanischen Maigesetze des Jahres 1868 revidierten dies kräftig: Sie waren das Ergebnis des Drängens liberaler Abgeordneter, die damals im Reichsrat eine starke Position hatten.
Papst Pius IX. verurteilte noch im gleichen Jahr in einem geheimen Konsistorium die Maigesetze als leges abominabiles, als „verabscheuungswürdige Gesetze, die heftig verurteilt und zurückgewiesen werden müssen“. Dabei verdammte er auch das cisleithanische Staatsgrundgesetz über die allgemeinen Rechte der Staatsbürger von 1867, das in Österreich großteils bis heute gilt.
In einem Hirtenbrief vom 7. September 1868 rief der Linzer Bischof Franz Joseph Rudigier zum Widerstand gegen die Maigesetze auf und geriet dadurch mit dem Strafgesetz in Konflikt. Als er am 5. Juni 1869 dem Gericht vorgeführt wurde, kam es erstmals zu öffentlichen Demonstrationen der katholischen Bevölkerung.
Staatsanwalt Elsner klagte den Bischof an, „es werde … in dem Hirtenbriefe gegen die Staatsgewalt zum Hasse und zur Verachtung aufgereizt“. Die Geschworenen verurteilten Rudigier einstimmig: Er wurde am 12. Juli 1869 wegen des „versuchten Verbrechens der Ruhestörung“ zu 14 Tagen Kerker verurteilt (der Staatsanwalt hatte sechs Monate beantragt), wurde vom Kaiser aber begnadigt.
Die Maigesetze bilden in Österreich bis heute die Basis der Trennung von Kirche und Staat, weil sie im Prinzip die öffentlich-rechtlichen staatsbürgerlichen Angelegenheiten in Religionsfragen der Staatsgewalt und der Mündigkeit des Bürgers zuordneten.
In weiterer Folge war die Dogmatisierung der Unfehlbarkeit des Papstes in Glaubensfragen 1870 der Anlass, auf Initiative des damaligen Ministers für Kultus und Unterricht Karl von Stremayr das Konkordat am 30. Juli 1870 durch ein kaiserliches Handschreiben mit Gegenzeichnung des Ministers für Kultus und Unterricht einseitig als erloschen zu erklären. Dadurch wurde eine förmliche Kündigung dieses Staatsvertrages umgangen und den Bischöfen, welche sich immer noch auf das geltende Konkordatsrecht bezogen haben, ihre Argumentationsgrundlage entzogen.
Die Liberalen identifizierten sich nicht mit der einseitigen Erlöschen des Konkordats, weil sie von dem von ihnen so heftig angegriffenen Koalitionsministerium durchgeführt worden war. Nach Egon Cäsar Conte Corti sei es zur Aufhebung des Konkordates erst gekommen, als der Einfluss von Erzherzogin Sophie, der Mutter des Kaisers, zugunsten von Kaiserin Elisabeth geschwunden war. Die Darstellung Conte Cortis lässt aber die Vermutung zu, dass die persönlichen Vorgänge im Kaiserhaus nicht unwesentlichen Einfluss auf den Gang der Angelegenheit hatten.
Der Heilige Stuhl war zunehmend unter Einfluss des Königreichs Italien – des Gegners Österreichs in der Schlacht von Solferino 1859 und des Krieges von 1866 – geraten: Der Kirchenstaat wurde im Oktober 1870 vom Königreich Italien aufgelöst.
1874 wurden weitere liberale Kirchengesetze erlassen und das Konkordat innerstaatlich abgeschafft. Sie wurden in der Regierung von Fürst Adolf von Auersperg, dem Bruder des k.k. Ministerpräsidenten von 1868, von Kultus- und Unterrichtsminister Karl von Stremayr vorbereitet:
- Gesetz, wodurch Bestimmungen zur Regelung der äußeren Rechtsverhältnisse der katholischen Kirche erlassen werden (RGBl. Nr. 50/1874)
- Gesetz, mit welchem behufs Bedeckung der Bedürfnisse des katholischen Cultus die Beiträge zum Religionsfonde geregelt werden (RGBl. Nr. 51/1874)
- Gesetz, betreffend die gesetzliche Anerkennung von Religionsgesellschaften (Anerkennungsgesetz 1874; RGBl. Nr. 68/1874).